# 堂島アバンザ
堂島アバンザ（どうじまアバンザ）は、大阪府大阪市北区堂島の四つ橋筋に面して建つオフィスビル。

## 概要
2000年3月に日本生命、毎日新聞社、第一生命の3社によって、毎日新聞大阪本社の旧社屋跡地に竣工。オープン・スペースが敷地の60%と広くとられているのが特長で、草木が多く植えられている。ビル正面には、毎日新聞大阪本社の旧社屋玄関の玄関ポーチがモニュメントとして設置されている。オープンスペース内には、外観が奇抜な堂島薬師堂がある。
低層階はジュンク堂書店大阪本店や文具店などが入居し、高層階は西日本高速道路本社などが入るオフィスとなっている。地階は飲食店街で、ドージマ地下センターと直結している。当初の計画では地上43階、高さ191mであったがバブル崩壊により規模を縮小し着工された。

## 建物概要
- 竣工 - 第I期工事：1999年（平成11年）3月、第II期工事：2000年（平成12年）3月
- 基準階床面積：3,600m2

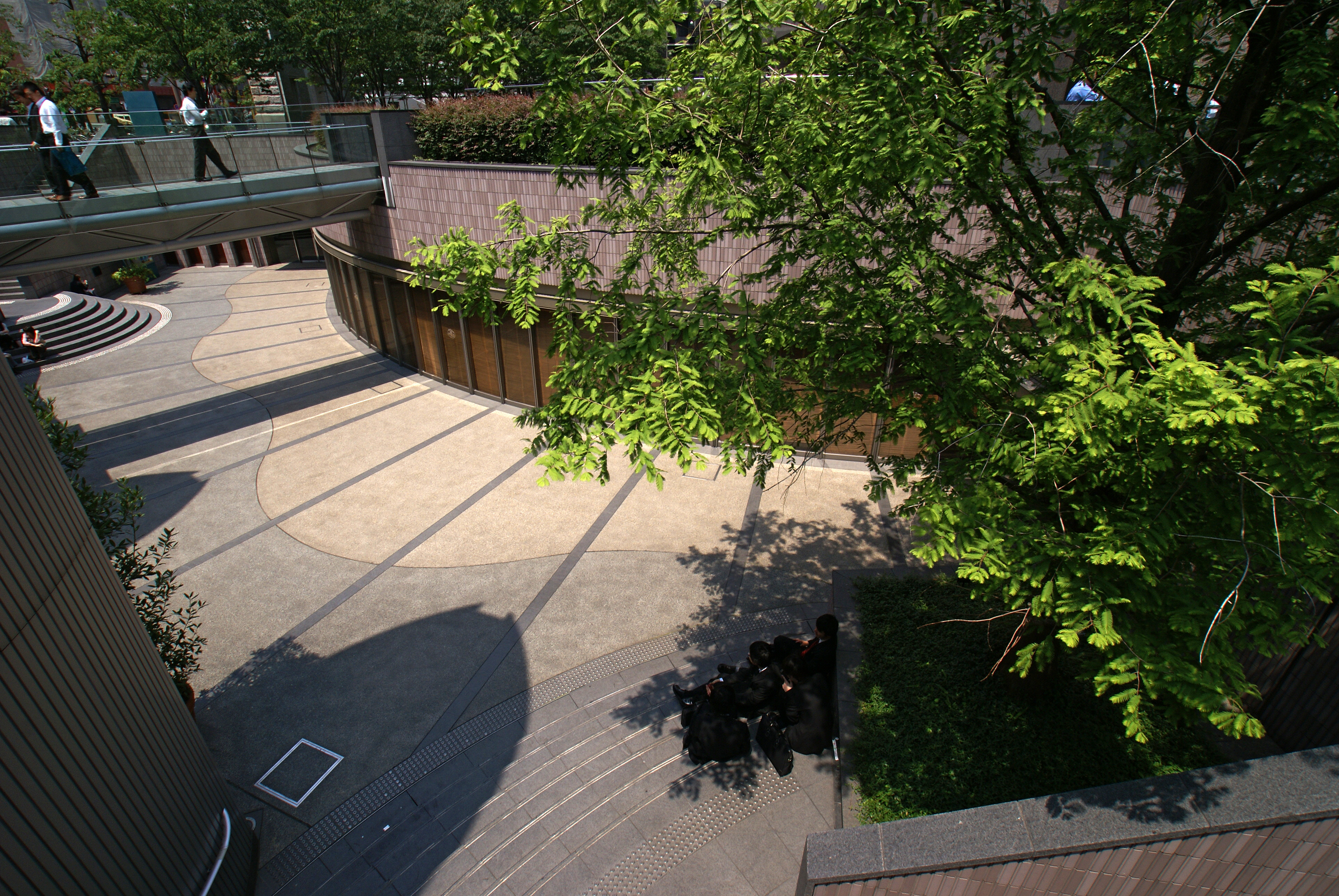
地階
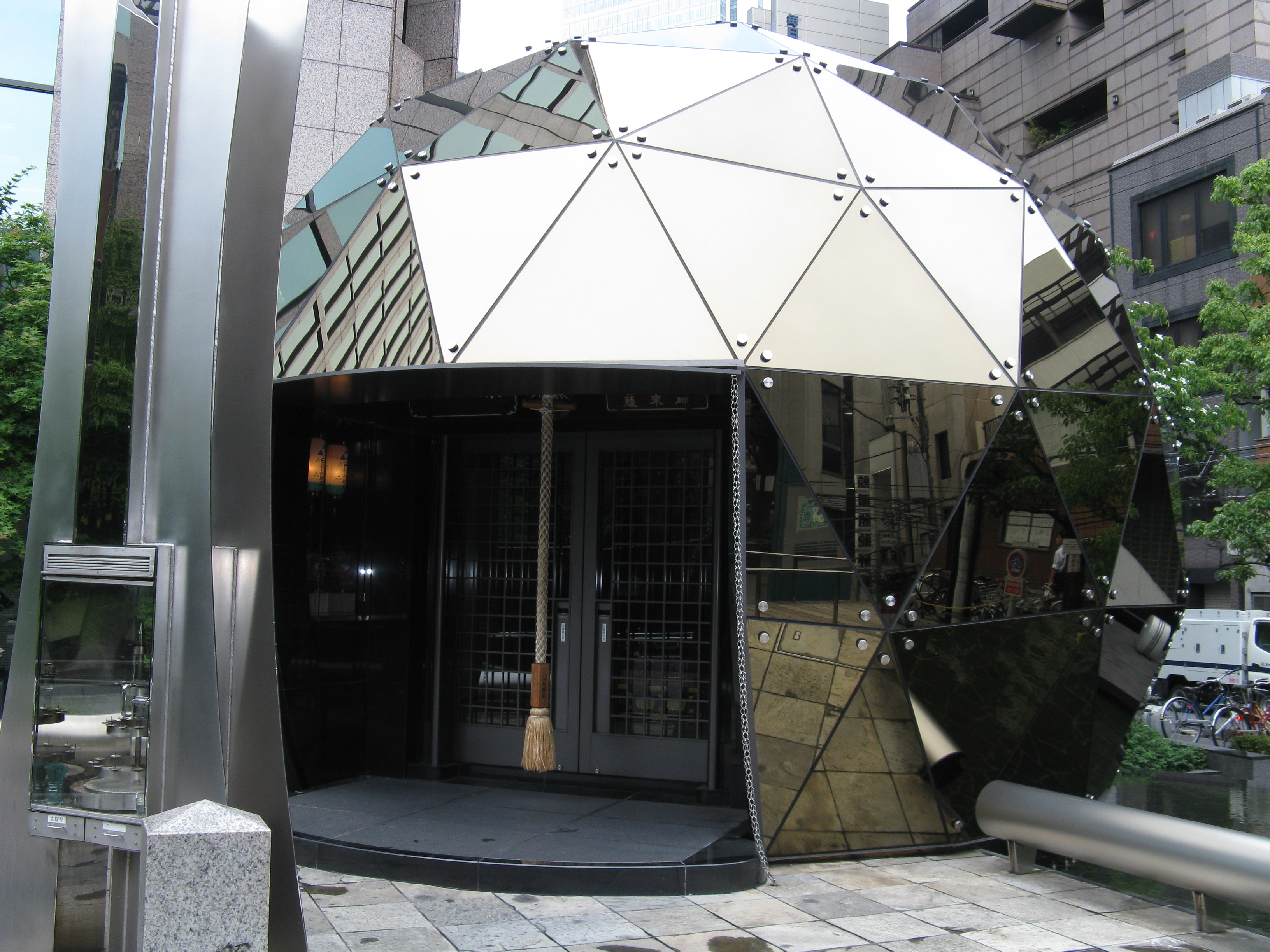
堂島薬師堂
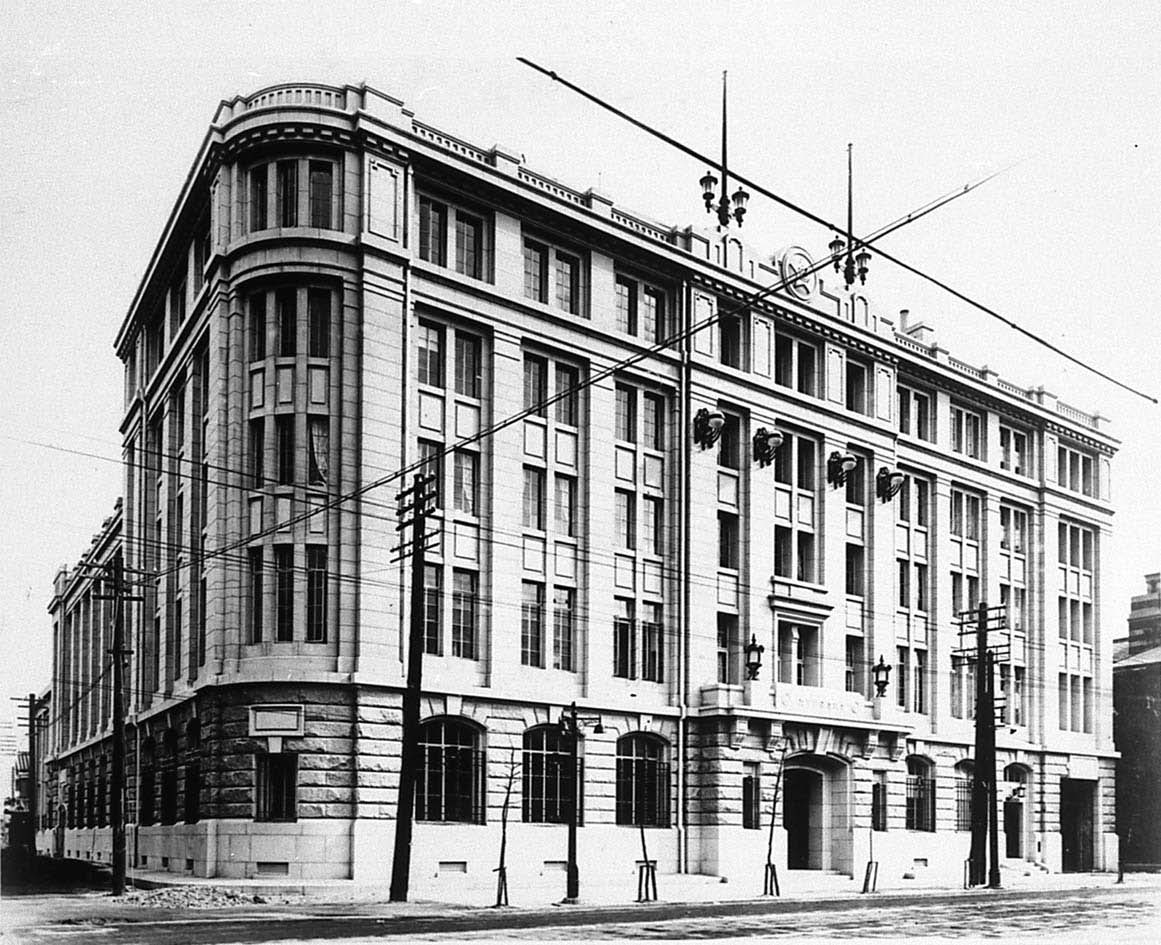
片岡建築事務所の設計で1922年(大正11年)建築の旧毎日新聞大阪本社社屋 旧社屋玄関のみがモニュメントとして現存。

## アクセス
- Osaka Metro四つ橋線西梅田駅から徒歩3分
- JR東西線北新地駅から徒歩3分
- 京阪中之島線渡辺橋駅から徒歩4分
- JR大阪駅から徒歩6分

## 主な入居テナント
- ジュンク堂書店大阪本店（2-3階）
- 北海道放送大阪支社（5階）
- 大分放送大阪支社（5階）
- テレビ山梨大阪支社（6階）
- スルガ銀行大阪支店（7階）
- 丸紅エレネクスト本社 (9階)
- JFEスチール大阪支社　(10階)
- ティーガイア西日本支社(15階)
- オムロン西部支店（16階）
- 西日本高速道路サービス・ホールディングス本社（18階）
- 西日本高速道路本社（6階・18-19階）
- 荏原製作所大阪支社（20階）
- 宇部興産グループ 大阪支店（20階）
- NSD大阪支社（21階）
- シナジーマーケティング本社（21階）
- 大建工業本社（21-22階）

## 周辺情報
- 北新地
- ドージマ地下センター
- ホテルエルセラーン大阪
- ANAクラウンプラザホテル大阪
- クラブ関西
- アクア堂島
- 近鉄堂島ビル
- 中央電気倶楽部
- サントリーホールディングス本社
- モンシェール堂島本店